# 圣克里斯托夫 (克勒兹省)
圣克里斯托夫（法語：Saint-Christophe，法語發音：[sɛ̃ kʁistɔf]）是法国克勒兹省的一个市镇，位于该省中西部，属于盖雷区和大盖雷城市公共社区。

## 地理
圣克里斯托夫（46°6'9"N, 1°51'44"E）面积7.79 平方千米，位于法国新阿基坦大区克勒兹省，该省份为法国中部省份，位于法國中央高原西北部，北起安德尔省和谢尔省，西接维埃纳省，南至科雷兹省，东临多姆山省，东北与阿列省接壤。
与圣克里斯托夫接壤的市镇（或旧市镇、城区）包括：拉沙佩勒塔耶费尔、盖雷、萨尔当、萨韦讷、圣埃卢瓦。

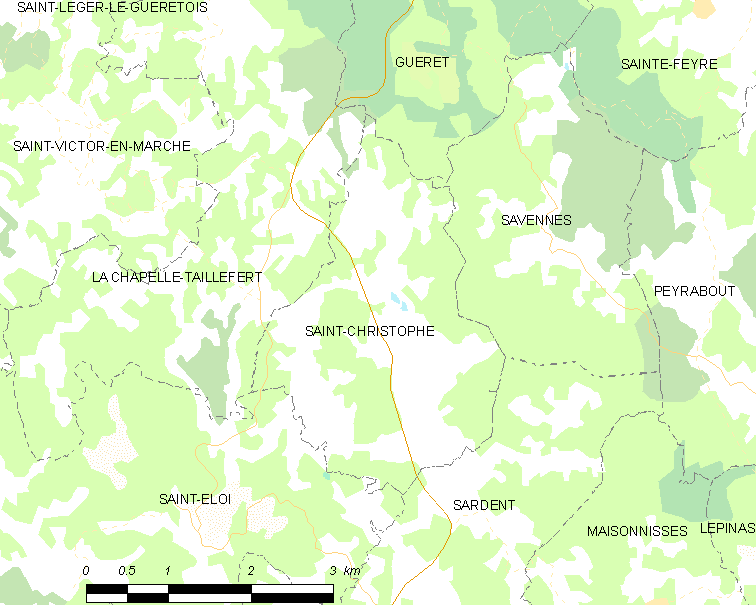
的OSM定位图

圣克里斯托夫的时区为UTC+01:00、UTC+02:00（夏令时）。

## 行政
圣克里斯托夫的邮政编码为23000，INSEE市镇编码为23186。

## 政治
圣克里斯托夫所属的省级选区为盖雷第二县。

## 人口

1962-2008年间人口变化图示

圣克里斯托夫于2022年1月1日时的人口数量为150人。